# Pheidole
Pheidole is een geslacht van mieren uit de onderfamilie Knoopmieren (Myrmicinae). De wetenschappelijke naam werd in 1840 gepubliceerd door John Obadiah Westwood. Hij benoemde als typesoort Pheidole providens, oorspronkelijk door Sykes in 1835 beschreven als Atta providens.
De soorten uit dit geslacht kenmerken zich door een uitgesproken dimorfie bij de werksters; er zijn in een kolonie twee types van onvruchtbare werksters; de "minor"-werksters met een lichaamslengte van twee tot vier millimeter en een normale lichaamsbouw, en de "major"-werksters, die een erg grote kop en mandibels hebben in verhouding tot hun lichaamslengte van 2,5 tot 6 millimeter. In het Engels noemt men deze mieren daarom "big headed ants" (dikkopmieren).
Het is een van de meest soortenrijke mierengeslachten, met ongeveer duizend beschreven soorten. Ze komen wereldwijd voor, vooral in tropische en subtropische gebieden en af en toe in gematigde streken. E.O. Wilson beschreef in zijn boek Pheidole in the New World: A Dominant, Hyperdiverse Ant Genus uit 2003 niet minder dan 341 Pheidole-soorten uit Noord-, Midden- en Zuid-Amerika die nieuw waren voor de wetenschap.
De volgende soorten zijn in Europa aangetroffen:
- Pheidole anastasii
- Pheidole cellarum
- Pheidole flavens
- Pheidole kraepelini
- Pheidole megacephala
- Pheidole pallidula
- Pheidole sinaitica
- Pheidole symbiotica
- Pheidole teneriffana

## Soorten
Deze lijst van 991 stuks is mogelijk niet compleet.
- P. aana (Wilson & Taylor, 1967)
- P. aberrans (Mayr, 1868)
- P. absurda (Forel, 1886)
- P. acamata (Wilson, 2003)
- P. acantha (Eguchi, 2001)
- P. accinota (Wheeler, W.M., 1925)
- P. aciculata (Wilson, 2003)
- P. aculifera (Wilson, 2003)
- P. acutidens (Santschi, 1922)
- P. ademonia (Wilson, 2003)
- P. adrianoi (Naves, 1985)
- P. aeberlii (Forel, 1894)
- P. aenescens (Wilson, 2003)
- P. aequiseta (Santschi, 1923)
- P. aglae (Forel, 1913)
- P. agricola (Wilson, 2003)
- P. ajax (Forel, 1899)
- P. akermani (Arnold, 1920)
- P. alacris (Santschi, 1923)
- P. alayoi (Wilson, 2003)
- P. albidula (Santschi, 1928)
- P. albipes (Wilson, 2003)
- P. alexeter (Wilson, 2003)
- P. alfaroi (Emery, 1896)
- P. alienata (Borgmeier, 1929)
- P. alpestris (Wilson, 2003)
- P. alpinensis (Forel, 1912)
- P. alticola (Wilson, 2003)
- P. allani (Bingham, 1903)
- P. allarmata (Wilson, 2003)
- P. amabilis (Wilson, 2003)
- P. amata (Forel, 1901)
- P. amazonica (Wilson, 2003)
- P. amber (Donisthorpe, 1941)
- P. ambigua (Wilson, 2003)
- P. ambonensis (Karavaiev, 1930)
- P. ampla (Forel, 1893)
- P. amplificata (Viehmeyer, 1914)
- P. anastasii (Emery, 1896)
- P. andrieui (Santschi, 1930)
- P. androsana (Wheeler, W.M., 1905)
- P. angulicollis (Eguchi, 2001)
- P. angulifera (Wilson, 2003)
- P. angusta (Forel, 1908)
- P. angusticeps (Wilson, 2003)
- P. anima (Wilson, 2003)
- P. annemariae (Forel, 1918)
- P. annexa (Eguchi, 2001)
- P. anthracina (Forel, 1902)
- P. antillana (Forel, 1893)
- P. aper (Forel, 1912)
- P. aphrasta (Zhou & Zheng, 1999)
- P. arachnion (Wilson, 2003)
- P. araneoides (Wilson, 2003)
- P. arboricola (Wilson, 2003)
- P. arcifera (Santschi, 1925)
- P. arctos (Wilson, 2003)
- P. areniphila (Forel, 1910)
- P. argentina (Bruch, 1932)
- P. arhuaca (Forel, 1901)
- P. ariel (Wilson, 2003)
- P. aripoensis (Wilson, 2003)
- P. aristotelis (Forel, 1911)
- P. arnoldi (Forel, 1913)
- P. aspera (Mayr, 1862)
- P. asperata (Emery, 1895)
- P. asperithorax (Emery, 1894)
- P. aspidata (Eguchi & Bui, 2005)
- P. astur (Wilson, 2003)
- P. athertonensis (Forel, 1915)
- P. atticola (Forel, 1912)
- P. atua (Wilson & Taylor, 1967)
- P. aurea (Wilson, 2003)
- P. aurivillii (Mayr, 1896)
- P. auropilosa (Mayr, 1887)
- P. avia (Forel, 1908)
- P. azteca (Wilson, 2003)
- P. bahai (Forel, 1922)
- P. bajaensis (Wilson, 2003)
- P. bakeri (Forel, 1912)
- P. balzani (Emery, 1894)
- P. bambusarum (Forel, 1908)
- P. bandata (Bharti, 2004)
- P. barbata (Wheeler, W.M., 1908)
- P. barreleti (Forel, 1903)
- P. barumtaun (Donisthorpe, 1938)
- P. batrachorum (Wheeler, W.M., 1922)
- P. beauforti (Emery, 1911)
- P. beloceps (Wilson, 2003)
- P. bellatrix (Wilson, 2003)
- P. belli (Mann, 1919)
- P. bequaerti (Forel, 1913)
- P. bergi (Mayr, 1887)
- P. bessonii (Forel, 1891)
- P. bicarinata (Mayr, 1870)
- P. biconstricta (Mayr, 1870)
- P. bicornis (Forel, 1899)
- P. bidens (Wilson, 2003)
- P. bifurca (Donisthorpe, 1941)
- P. bigote (Longino, 2009)
- P. bilimeki (Mayr, 1870)

Gele dikkop
- P. biloba (Karavaiev, 1935)
- P. binasifera (Wilson, 2003)
- P. binghamii (Forel, 1902)
- P. biolleyi (Forel, 1908)
- P. bison (Wilson, 2003)
- P. blumenauensis (Kempf, 1964)
- P. bluntschlii (Forel, 1911)
- P. boliviana (Wilson, 2003)
- P. boltoni (Wilson, 2003)
- P. borgmeieri (Kempf, 1972)
- P. boruca (Wilson, 2003)
- P. bos (Forel, 1893)
- P. brachyops (Wilson, 2003)
- P. brandaoi (Wilson, 2003)
- P. branstetteri (Longino, 2009)
- P. braueri (Forel, 1897)
- P. brevicona (Mayr, 1887)
- P. brevicornis (Mayr, 1876)
- P. breviseta (Santschi, 1919)
- P. browni (Wilson, 2003)
- P. bruchella (Forel, 1915)
- P. bruchi (Forel, 1914)
- P. bruesi (Wheeler, W.M., 1911)
- P. brunnescens (Santschi, 1929)
- P. bucculenta (Forel, 1908)
- P. buckleyi (Smith, M.R., 1951)
- P. buchholzi (Mayr, 1901)
- P. bufo (Wilson, 2003)
- P. bula (Sarnat, 2008)
- P. bulliceps (Wilson, 2003)
- P. bureni (Wilson, 2003)
- P. butteli (Forel, 1913)
- P. caffra (Emery, 1895)
- P. cairnsiana (Forel, 1902)
- P. caldwelli (Mann, 1921)
- P. calens (Forel, 1901)
- P. californica (Mayr, 1870)
- P. calimana (Wilson, 2003)
- P. caltrop (Wilson, 2003)
- P. cameroni (Mayr, 1887)
- P. camilla (Wilson, 2003)
- P. camptostela (Kempf, 1972)
- P. capellinii (Emery, 1887)
- P. capensis (Mayr, 1862)
- P. capillata (Emery, 1906)
- P. caracalla (Wilson, 2003)
- P. carapuna (Mann, 1916)
- P. carapunco (Kusnezov, 1952)
- P. cardiella (Wilson, 2003)
- P. cardinalis (Wilson, 2003)
- P. caribbaea (Wheeler, W.M., 1911)
- P. carinata (Wilson, 2003)
- P. cariniceps (Eguchi, 2001)
- P. carinote (Longino, 2009)
- P. carrolli (Naves, 1985)
- P. casta (Wheeler, W.M., 1908)
- P. castanea (Smith, F., 1858)
- P. cataphracta (Wilson, 2003)
- P. cataractae (Wheeler, W.M., 1916)
- P. caulicola (Wilson, 2003)
- P. cavifrons (Emery, 1906)
- P. cavigenis (Wheeler, W.M., 1915)
- P. ceibana (Wilson, 2003)
- P. celaena (Wilson, 2003)
- P. centeotl (Wheeler, W.M., 1914)
- P. cerebrosior (Wheeler, W.M., 1915)
- P. ceres (Wheeler, W.M., 1904)
- P. cerina (Wilson, 2003)
- P. cervicornis (Emery, 1900)
- P. ceylonica (Motschoulsky, 1863)
- P. cielana (Wilson, 2003)
- P. cingulata (Smith, F., 1857)
- P. citrina (Wilson, 2003)
- P. clavata (Emery, 1877)
- P. claviscapa (Santschi, 1925)
- P. clementensis (Gregg, 1969)
- P. clydei (Gregg, 1950)
- P. clypeocornis (Eguchi, 2001)
- P. cocciphaga (Borgmeier, 1934)
- P. cockerelli (Wheeler, W.M., 1908)
- P. coffeicola (Borgmeier, 1934)
- P. colaensis (Mann, 1921)
- P. colobopsis (Mann, 1916)
- P. colpigaleata (Eguchi, 2006)
- P. comata (Smith, F., 1858)
- P. concentrica (Forel, 1902)
- P. concinna (Santschi, 1910)
- P. conficta (Forel, 1902)
- P. confoedusta (Wheeler, W.M., 1909)
- P. constanciae (Forel, 1902)
- P. constipata (Wheeler, W.M., 1908)
- P. coonoorensis (Forel, 1902)
- P. coracina (Wilson, 2003)
- P. cordiceps (Mayr, 1868)
- P. cornicula (Wilson, 2003)
- P. corticicola (Santschi, 1910)
- P. coveri (Wilson, 2003)
- P. cramptoni (Wheeler, W.M., 1916)
- P. crassicornis (Emery, 1895)
- P. crassinoda (Emery, 1895)
- P. creightoni (Gregg, 1955)
- P. crinita (Wilson, 2003)
- P. crozieri (Wilson, 2003)
- P. cryptocera (Emery, 1900)
- P. cubaensis (Mayr, 1862)
- P. cuevasi (Wilson, 2003)
- P. cuitensis (Forel, 1910)
- P. cuprina (Wilson, 2003)
- P. cursor (Wilson, 2003)
- P. cyrtostela (Wilson, 2003)
- P. chalca (Wheeler, W.M., 1914)
- P. chalcoides (Wilson, 2003)
- P. charazana (Wilson, 2003)
- P. cheesmanae (Donisthorpe, 1941)
- P. chilensis (Mayr, 1862)
- P. chloe (Forel, 1908)
- P. chocoensis (Wilson, 2003)
- P. christinae (Fischer, Hita Garcia & Peters, 2012)
- P. christopherseni (Forel, 1912)
- P. chrysops (Wilson, 2003)
- P. dammermani (Wheeler, W.M., 1924)
- P. daphne (Wilson, 2003)
- P. darlingtoni (Wheeler, W.M., 1936)
- P. darwini (Fischer, Hita Garcia & Peters, 2012)
- P. dasypyx (Wilson, 2003)
- P. davidsonae (Wilson, 2003)
- P. davisi (Wheeler, W.M., 1905)
- P. dea (Santschi, 1921)
- P. debilis (Longino, 2009)
- P. decarinata (Santschi, 1929)
- P. deceptrix (Forel, 1899)
- P. defecta (Santschi, 1923)
- P. deima (Wilson, 2003)
- P. delecta (Forel, 1899)
- P. delicata (Wilson, 2003)
- P. deltea (Eguchi, 2001)
- P. demeter (Wilson, 2003)
- P. dentata (Mayr, 1886)
- P. dentigula (Smith, M.R., 1927)
- P. descolei (Kusnezov, 1952)
- P. deserticola (Forel, 1910)
- P. desertorum (Wheeler, W.M., 1906)
- P. diabolus (Wilson, 2003)
- P. diana (Forel, 1908)
- P. diffidens (Walker, 1859)
- P. diffusa (Jerdon, 1851)
- P. diligens (Smith, F., 1858)
- P. dinophila (Wilson, 2003)
- P. dione (Forel, 1913)
- P. distincta (Donisthorpe, 1943)
- P. distorta (Forel, 1899)
- P. diversipilosa (Wheeler, W.M., 1908)
- P. dolon (Wilson, 2003)
- P. dorsata (Wilson, 2003)
- P. dossena (Wilson, 2003)
- P. drepanon (Wilson, 2003)
- P. dryas (Wilson, 2003)
- P. dugasi (Forel, 1911)
- P. dumicola (Wilson, 2003)
- P. duneraensis (Bharti, 2001)
- P. durionei (Santschi, 1923)
- P. dwyeri (Gregg, 1969)
- P. dyctiota (Kempf, 1972)
- P. ectatommoides (Wilson, 2003)
- P. ecuadorana (Wilson, 2003)
- P. eidmanni (Menozzi, 1926)
- P. elecebra (Wheeler, W.M., 1904)
- P. elegans (Donisthorpe, 1938)
- P. elisae (Emery, 1900)
- P. elongicephala (Eguchi, 2008)
- P. embolopyx (Brown, 1968)
- P. emmae (Forel, 1905)
- P. ensifera (Forel, 1897)
- P. eowilsoni (Longino, 2009)
- P. eparmata (Wilson, 2003)
- P. epetrion (Wilson, 2003)
- P. epiphyta (Longino, 2009)
- P. erato (Mann, 1919)
- P. erethizon (Wilson, 2003)
- P. eriophora (Wilson, 2003)
- P. ernsti (Forel, 1912)
- P. erratilis (Wilson, 2003)
- P. escherichii (Forel, 1910)
- P. euryscopa (Wilson, 2003)
- P. exarata (Emery, 1896)
- P. exasperata (Mayr, 1866)
- P. excellens (Mayr, 1862)
- P. excubitor (Wilson, 2003)
- P. exigua (Mayr, 1884)
- P. exquisita (Wilson, 2003)
- P. fabricator (Smith, F., 1858)
- P. fadli (Sharaf, 2007)
- P. fallax (Mayr, 1870)
- P. fantasia (Chapman, 1963)
- P. fatigata (Bolton, 1995)
- P. feae (Emery, 1895)
- P. fera (Santschi, 1925)
- P. fergusoni (Forel, 1902)
- P. fervens (Smith, F., 1858)

Indodikkop
- P. fervida (Smith, F., 1874)
- P. fimbriata (Roger, 1863)
- P. fiorii (Emery, 1890)
- P. fissiceps (Wilson, 2003)
- P. flavens (Roger, 1863)
- P. flaveria (Zhou & Zheng, 1999)
- P. flavida (Mayr, 1887)
- P. flavifrons (Wilson, 2003)
- P. flavothoracica (Viehmeyer, 1914)
- P. floricola (Wilson, 2003)
- P. floridana (Emery, 1895)
- P. foederalis (Borgmeier, 1928)
- P. foreli (Mayr, 1901)
- P. fortis (Eguchi, 2006)
- P. fossimandibula (Longino, 2009)
- P. foveolata (Eguchi, 2006)
- P. fowleri (Wilson, 2003)
- P. fracticeps (Wilson, 2003)
- P. fullerae (Wilson, 2003)
- P. funki (LaPolla, 2005)
- P. funkikoensis (Wheeler, W.M., 1929)
- P. furcata (Sarnat, 2008)
- P. furtiva (Wilson, 2003)
- P. fuscula (Emery, 1900)
- P. gagates (Wilson, 2003)
- P. gaigei (Forel, 1914)
- P. galba (Wilson, 2003)
- P. gambogia (Donisthorpe, 1948)
- P. gangamon (Wilson, 2003)
- P. gatesi (Wheeler, W.M., 1927)
- P. gauthieri (Forel, 1901)
- P. gellibrandi (Clark, 1934)
- P. geminata (Wilson, 2003)
- P. gemmula (Wilson, 2003)
- P. geraesensis (Santschi, 1929)
- P. germaini (Emery, 1896)
- P. gertrudae (Forel, 1886)
- P. ghatica (Forel, 1902)
- P. ghigii (Emery, 1900)
- P. gibba (Mayr, 1887)
- P. gibbata (Borgmeier, 1934)
- P. gigaflavens (Wilson, 2003)
- P. gigas (Wilson, 2003)
- P. gigliolii (Menozzi, 1935)
- P. gilva (Wilson, 2003)
- P. gilvescens (Creighton & Gregg, 1955)
- P. glabrella (Fischer, Hita Garcia & Peters, 2012)
- P. globularia (Wilson, 2003)
- P. glomericeps (Wilson, 2003)
- P. gnomus (Wilson, 2003)
- P. godmani (Forel, 1893)
- P. goeldii (Forel, 1895)
- P. gombakensis (Eguchi, 2001)
- P. gouldi (Forel, 1886)
- P. gracilescens (Smith, F., 1860)
- P. gracilipes (Motschoulsky, 1863)
- P. gradifer (Wilson, 2003)
- P. grallatrix (Emery, 1899)
- P. grandinodus (Wilson, 2003)
- P. granulata (Pergande, 1896)
- P. gravida (Wilson, 2003)
- P. grayi (Forel, 1902)
- P. grex (Wilson, 2003)
- P. grundmanni (Smith, M.R., 1953)
- P. guajirana (Wilson, 2003)
- P. guayasana (Wilson, 2003)
- P. guerrerana (Wilson, 2003)
- P. guilelmimuelleri (Forel, 1886)
- P. guineensis (Fabricius, 1793)
- P. gulo (Wilson, 2003)
- P. gymnoceras (Longino, 2009)
- P. hainanensis (Chen, Ye, Lu & Zhou, 2011)
- P. hamtoni (Wilson, 2003)
- P. harlequina (Wilson, 2003)
- P. harrisonfordi (Wilson, 2003)
- P. hartmeyeri (Forel, 1907)
- P. haskinsorum (Wilson, 2003)
- P. hasticeps (Wilson, 2003)
- P. havilandi (Forel, 1911)
- P. haywardi (Kusnezov, 1952)
- P. hazenae (Wilson, 2003)
- P. hecate (Wheeler, W.M., 1911)
- P. hector (Wilson, 2003)
- P. hedlundorum (Wilson, 2003)
- P. heliosa (Fischer, Hita Garcia & Peters, 2012)
- P. hercules (Donisthorpe, 1941)
- P. heterothrix (Santschi, 1923)
- P. hetschkoi (Emery, 1896)
- P. hewitti (Santschi, 1932)
- P. heyeri (Forel, 1899)
- P. hierax (Wilson, 2003)
- P. hirsuta (Emery, 1896)
- P. hirtula (Forel, 1899)
- P. hispaniolae (Wilson, 2003)
- P. hizemops (Wilson, 2003)
- P. hoelldobleri (Wilson, 2003)
- P. hongkongensis (Wheeler, W.M., 1928)
- P. hoplitica (Wilson, 2003)
- P. horni (Emery, 1901)
- P. horribilis (Wilson, 2003)
- P. hortensis (Forel, 1913)
- P. hortonae (Wilson, 2003)
- P. hospes (Smith, F., 1865)
- P. hospita (Bingham, 1903)
- P. huacana (Wilson, 2003)
- P. huberi (Forel, 1911)
- P. huilana (Wilson, 2003)
- P. humeralis (Wheeler, W.M., 1908)
- P. humeridens (Wilson, 2003)
- P. hyatti (Emery, 1895)
- P. impressa (Mayr, 1870)
- P. impressiceps (Mayr, 1876)
- P. inca (Wilson, 2003)
- P. incerta (Smith, F., 1863)
- P. incisa (Mayr, 1870)
- P. incurvata (Viehmeyer, 1924)
- P. indagatrix (Wilson, 2003)
- P. indica (Mayr, 1879)
- P. indosinensis (Wheeler, W.M., 1928)
- P. industa (Santschi, 1939)
- P. inermis (Mayr, 1870)
- P. infernalis (Wilson, 2003)
- P. inflexa (Santschi, 1923)
- P. innotata (Mayr, 1866)
- P. innupta (Menozzi, 1931)
- P. inornata (Eguchi, 2001)
- P. inquilina (Wheeler, W.M., 1903)
- P. inscrobiculata (Viehmeyer, 1916)
- P. insipida (Forel, 1899)
- P. inversa (Forel, 1901)
- P. irritans (Smith, F., 1858)
- P. isis (Mann, 1919)
- P. jacobsoni (Forel, 1911)
- P. jaculifera (Wilson, 2003)
- P. jamaicensis (Wheeler, W.M., 1908)
- P. janzeni (Longino, 2009)
- P. jeannei (Wilson, 2003)
- P. jelskii (Mayr, 1884)
- P. jivaro (Wilson, 2003)
- P. jonas (Forel, 1907)
- P. jordanica (Saulcy, 1874)
- P. jubilans (Forel, 1911)
- P. jucunda (Forel, 1885)
- P. jujuyensis (Forel, 1913)
- P. juniperae (Wilson, 2003)
- P. karolmorae (Longino, 2009)
- P. karolsetosa (Longino, 2009)
- P. katonae (Forel, 1907)
- P. kikutai (Eguchi, 2001)
- P. kitschneri (Forel, 1910)
- P. knowlesi (Mann, 1921)
- P. kochi (Emery, 1911)
- P. kohli (Mayr, 1901)
- P. kugleri (Wilson, 2003)
- P. kukrana (Wilson, 2003)
- P. kuna (Wilson, 2003)
- P. kusnezovi (Wilson, 2003)
- P. laelaps (Wilson, 2003)
- P. laevicolor (Eguchi, 2006)
- P. laevifrons (Mayr, 1887)
- P. laevinota (Forel, 1908)
- P. laevithorax (Eguchi, 2008)
- P. laeviventris (Mayr, 1870)
- P. laevivertex (Forel, 1901)
- P. lagunculinoda (Longino, 2009)
- P. laidlowi (Mann, 1916)
- P. lamellinoda (Forel, 1902)
- P. lamia (Wheeler, W.M., 1901)
- P. laminata (Emery, 1900)
- P. lancifera (Wilson, 2003)
- P. lanigera (Wilson, 2003)
- P. lanuginosa (Wilson, 1984)
- P. laselva (Wilson, 2003)
- P. laticornis (Wilson, 2003)
- P. laticrista (Santschi, 1916)
- P. latinoda (Roger, 1863)
- P. lattkei (Wilson, 2003)
- P. laudatana (Wilson, 2003)
- P. lemnisca (Wilson, 2003)
- P. lemur (Forel, 1912)
- P. leoncortesi (Longino, 2009)
- P. leonina (Wilson, 2003)
- P. leptina (Wilson, 2003)
- P. liengmei (Forel, 1894)
- P. lignicola (Mayr, 1887)
- P. lilloi (Kusnezov, 1952)
- P. liteae (Forel, 1910)
- P. littoralis (Cole, 1952)
- P. lobulata (Emery, 1900)
- P. lokitae (Forel, 1913)
- P. longiceps (Mayr, 1876)
- P. longicornis (Emery, 1888)
- P. longinoi (Wilson, 2003)
- P. longior (Santschi, 1933)
- P. longipes (Latreille, 1802)
- P. longiscapa (Forel, 1901)
- P. longiseta (Wilson, 2003)
- P. longispinosa (Forel, 1891)

- P. lourothi (Wilson, 2003)
- P. lovejoyi (Wilson, 2003)
- P. lucaris (Wilson, 2003)
- P. lucida (Forel, 1895)
- P. lucioccipitalis (Eguchi, 2001)
- P. lucretii (Santschi, 1923)
- P. lupus (Wilson, 2003)
- P. lustrata (Wilson, 2003)
- P. luteipes (Emery, 1914)
- P. lutzi (Forel, 1905)
- P. macclendoni (Wheeler, W.M., 1908)
- P. mackayi (Wilson, 2003)
- P. macracantha (Wilson, 2003)
- P. macromischoides (Wilson, 2003)
- P. macrops (Wilson, 2003)
- P. maculifrons (Wheeler, W.M., 1929)
- P. machetula (Wilson, 2003)
- P. madecassa (Forel, 1892)
- P. madrensis (Wilson, 2003)
- P. magna (Eguchi, 2006)
- P. magrettii (Emery, 1887)
- P. maja (Forel, 1886)
- P. makilingi (Viehmeyer, 1916)
- P. malabarica (Jerdon, 1851)
- P. malinsii (Forel, 1902)
- P. mallota (Wilson, 2003)
- P. mamore (Mann, 1916)
- P. manteroi (Emery, 1897)
- P. mantilla (Wilson, 2003)
- P. manuana (Wilson, 2003)
- P. manukana (Eguchi, 2001)
- P. marcidula (Wheeler, W.M., 1908)
- P. maufei (Arnold, 1920)
- P. mayri (Forel, 1894)
- P. medioflava (Donisthorpe, 1941)
- P. megacephala (Fabricius, 1793)

Glimmende dikkop
- P. meihuashanensis (Li & Chen, 1992)
- P. meinerti (Forel, 1905)
- P. meinertopsis (Wilson, 2003)
- P. melanogaster (Donisthorpe, 1943)
- P. melastomae (Wilson, 2003)
- P. mendanai (Mann, 1919)
- P. mendicula (Wheeler, W.M., 1925)
- P. mentita (Santschi, 1914)
- P. mera (Wilson, 2003)
- P. merimbun (Eguchi, 2001)
- P. mesomontana (Longino, 2009)
- P. metallescens (Emery, 1895)
- P. metana (Wilson, 2003)
- P. micon (Wilson, 2003)
- P. micridris (Wilson, 2003)
- P. microgyna (Wheeler, W.M., 1928)
- P. microps (Wilson, 2003)
- P. micula (Wheeler, W.M., 1915)
- P. midas (Wilson, 2003)
- P. militicida (Wheeler, W.M., 1915)
- P. minax (Wilson, 2003)
- P. minensis (Santschi, 1923)
- P. minima (Mayr, 1901)
- P. minor (Jerdon, 1851)
- P. minuscula (Bernard, 1953)
- P. minutula (Mayr, 1878)
- P. mirabilis (Wilson, 2003)
- P. miseranda (Wheeler, W.M., 1924)
- P. mittermeieri (Wilson, 2003)
- P. mixteca (Wilson, 2003)
- P. mjobergi (Forel, 1915)
- P. modiglianii (Emery, 1900)
- P. moerens (Wheeler, W.M., 1908)
- P. moffetti (Wilson, 2003)
- P. monstrosa (Wilson, 2003)
- P. montana (Eguchi, 1999)
- P. monteverdensis (Wilson, 2003)
- P. mooreorum (Wilson, 2003)
- P. morelosana (Wilson, 2003)
- P. morrisii (Forel, 1886)
- P. moseni (Wheeler, W.M., 1925)
- P. mosenopsis (Wilson, 2003)
- P. multidens (Forel, 1902)
- P. multispina (Wilson, 2003)
- P. mus (Forel, 1902)
- P. mutisi (Fernández & Wilson, 2008)
- P. mylognatha (Wheeler, W.M., 1922)
- P. nana (Emery, 1894)
- P. naoroji (Forel, 1902)
- P. napoensis (Wilson, 2003)
- P. nasifera (Wilson, 2003)
- P. nasutoides (Hölldobler & Wilson, 1992)
- P. naylae (Wilson, 2003)
- P. nebulosa (Wilson, 2003)
- P. nemoralis (Forel, 1892)
- P. neokohli (Wilson, 1984)
- P. neolongiceps (Brown, 1950)
- P. neolongiscapa (Özdikmen, 2010)
- P. neoschultzi (LaPolla, 2006)
- P. nesiota (Wilson, 2003)
- P. nietneri (Emery, 1901)
- P. nigella (Emery, 1894)
- P. nigeriensis (Santschi, 1914)
- P. nigricula (Wilson, 2003)
- P. nigritella (Bernard, 1953)
- P. nimba (Bernard, 1953)
- P. nindi (Mann, 1919)
- P. nitella (Wilson, 2003)
- P. nitidicollis (Emery, 1896)
- P. nitidula (Emery, 1888)
- P. njassae (Viehmeyer, 1914)
- P. noar (Wilson, 2003)
- P. noda (Smith, F., 1874)
- P. nodgii (Forel, 1905)
- P. nodifera (Smith, F., 1858)
- P. nubicola (Wilson, 2003)
- P. nubila (Emery, 1906)
- P. nuculiceps (Wheeler, W.M., 1908)
- P. oaxacana (Wilson, 2003)
- P. obnixa (Forel, 1912)
- P. obrima (Wilson, 2003)
- P. obscurifrons (Santschi, 1925)
- P. obscurithorax (Naves, 1985)
- P. obtusopilosa (Mayr, 1887)
- P. obtusospinosa (Pergande, 1896)
- P. occipitalis (André, 1890)
- P. oceanica (Mayr, 1866)
- P. ocellata (Zhou, 2001)
- P. oculata (Emery, 1899)
- P. ochracea (Eguchi, 2008)
- P. oliveirai (Wilson, 2003)
- P. olsoni (Wilson, 2003)
- P. onifera (Mann, 1921)
- P. onyx (Wilson, 2003)
- P. opaciventris (Mayr, 1876)
- P. optiva (Forel, 1901)
- P. orbica (Forel, 1893)
- P. oswaldi (Forel, 1891)
- P. otisi (Wilson, 2003)
- P. oxyops (Forel, 1908)
- P. paiute (Gregg, 1959)
- P. palenquensis (Wilson, 2003)
- P. pallidula (Nylander, 1849)

Gewone dikkop
- P. pampana (Santschi, 1929)
- P. paraensis (Wilson, 2003)
- P. pararugiceps (Longino, 2009)
- P. parasitica (Wilson, 1984)
- P. pariana (Wilson, 2003)
- P. parva (Mayr, 1865)
- P. parvicorpus (Eguchi, 2001)
- P. peckorum (Wilson, 2003)
- P. pedana (Wilson, 2003)
- P. pegasus (Sarnat, 2008)
- P. peguensis (Emery, 1895)
- P. pelor (Wilson, 2003)
- P. peltastes (Wilson, 2003)
- P. penetralis (Smith, F., 1863)
- P. pepo (Wilson, 2003)
- P. peregrina (Wheeler, W.M., 1916)
- P. perkinsi (Wilson, 2003)
- P. perpilosa (Wilson, 2003)
- P. perpusilla (Emery, 1894)
- P. perryorum (Wilson, 2003)
- P. peruviana (Wilson, 2003)
- P. petrensis (Wilson, 2003)
- P. phanigaster (Longino, 2009)
- P. philemon (Forel, 1910)
- P. philippi (Emery, 1915)
- P. phipsoni (Forel, 1902)
- P. pholeops (Wilson, 2003)
- P. picata (Forel, 1891)
- P. picea (Buckley, 1867)
- P. piceonigra (Emery, 1922)
- P. picobarva (Longino, 2009)
- P. pidax (Wilson, 2003)
- P. pieli (Santschi, 1925)
- P. pilifera (Roger, 1863)
- P. pilispina (Wilson, 2003)
- P. piliventris (Smith, F., 1858)
- P. pilosior (Wilson, 2003)
- P. pinealis (Wheeler, W.M., 1908)
- P. pinicola (Wilson, 2003)
- P. plagiaria (Smith, F., 1860)
- P. planidorsum (Eguchi, 2001)
- P. planifrons (Santschi, 1920)
- P. plato (Wilson, 2003)
- P. platypus (Crawley, 1915)
- P. plebecula (Forel, 1899)
- P. plinii (Forel, 1911)
- P. polita (Emery, 1894)
- P. polymorpha (Wilson, 2003)
- P. porcula (Wheeler, W.M., 1908)
- P. poringensis (Eguchi, 2001)
- P. portalensis (Wilson, 2003)
- P. potosiana (Wilson, 2003)
- P. praeses (Wilson, 2003)
- P. praeusta (Roger, 1863)
- P. prattorum (Wilson, 2003)
- P. prelli (Forel, 1911)
- P. pronotalis (Forel, 1902)
- P. prostrata (Wilson, 2003)
- P. protea (Forel, 1912)
- P. protensa (Wilson, 2003)
- P. providens (Sykes, 1835) (typesoort)
- P. proxima (Mayr, 1876)
- P. psammophila (Creighton & Gregg, 1955)
- P. psilogaster (Wilson, 2003)
- P. pubiventris (Mayr, 1887)
- P. pugnax (Dalla Torre, 1892)
- P. pulchella (Santschi, 1910)
- P. pullula (Santschi, 1911)
- P. punctatissima (Mayr, 1870)

Blauwbaarddikkop
- P. punctithorax (Borgmeier, 1929)
- P. punctulata (Mayr, 1866)
- P. purpurascens (Emery, 1897)
- P. purpurea (Longino, 2009)
- P. puttemansi (Forel, 1911)
- P. pygmaea (Wilson, 2003)
- P. pyriformis (Clark, 1938)
- P. quadrensis (Forel, 1900)
- P. quadriceps (Wilson, 2003)
- P. quadricuspis (Emery, 1900)
- P. quadriprojecta (Smith, M.R., 1947)
- P. quadrispinosa (Smith, F., 1865)
- P. quercicola (Wilson, 2003)
- P. quiaccana (Wheeler, W.M., 1925)
- P. quinata (Eguchi, 2000)
- P. rabo (Forel, 1913)
- P. radoszkowskii (Mayr, 1884)
- P. rebeccae (Fischer, Hita Garcia & Peters, 2012)
- P. reclusi (Forel, 1899)
- P. recondita (Clouse, 2007)
- P. rectisentis (Wilson, 2003)
- P. rectispina (Wilson, 2003)
- P. rectitrudis (Wilson, 2003)
- P. reflexans (Santschi, 1933)
- P. reichenspergeri (Santschi, 1923)
- P. renae (Wilson, 2003)
- P. retivertex (Eguchi, 2001)
- P. retronitens (Santschi, 1930)
- P. rhea (Wheeler, W.M., 1908)
- P. rhinoceros (Forel, 1899)
- P. rhinomontana (Longino, 2009)
- P. rhytifera (Wilson, 2003)
- P. rinae (Emery, 1900)
- P. risii (Forel, 1892)
- P. riveti (Santschi, 1911)
- P. roberti (Forel, 1902)
- P. rochai (Forel, 1912)
- P. rogeri (Emery, 1896)
- P. rogersi (Forel, 1902)
- P. rohani (Santschi, 1925)
- P. roosevelti (Mann, 1921)
- P. rosae (Forel, 1901)
- P. rosula (Wilson, 2003)
- P. rotundiceps (Wilson, 2003)
- P. roushae (Wilson, 2003)
- P. rubiceps (Wilson, 2003)
- P. rudigenis (Emery, 1906)
- P. ruficeps (Smith, F., 1861)
- P. rufipilis (Forel, 1908)
- P. rugaticeps (Emery, 1877)
- P. rugatula (Santschi, 1933)
- P. rugiceps (Wilson, 2003)
- P. rugifera (Eguchi, 2001)
- P. rugithorax (Eguchi, 2008)
- P. rugosa (Smith, F., 1858)
- P. rugulosa (Gregg, 1959)
- P. rutilana (Wilson, 2003)
- P. ryukyuensis (Ogata, 1982)
- P. sabahna (Eguchi, 2000)
- P. sabella (Wilson, 2003)
- P. sabina (Wilson, 2003)
- P. sagax (Wilson, 2003)
- P. sagei (Forel, 1902)
- P. sagittaria (Wilson, 2003)
- P. sarawakana (Forel, 1911)
- P. sarcina (Forel, 1912)
- P. sarpedon (Wilson, 2003)
- P. sauberi (Forel, 1905)
- P. saxicola (Wheeler, W.M., 1922)
- P. sayapensis (Eguchi, 2001)
- P. scabriuscula (Gerstäcker, 1871)
- P. scalaris (Wilson, 2003)
- P. scapulata (Santschi, 1923)
- P. sciara (Cole, 1955)
- P. scimitara (Wilson, 2003)
- P. sciophila (Wheeler, W.M., 1908)
- P. scolioceps (Wilson, 2003)
- P. scrobifera (Emery, 1896)
- P. sculptior (Forel, 1893)
- P. sculpturata (Mayr, 1866)
- P. schmalzi (Emery, 1894)
- P. schoedli (Eguchi, Hashimoto & Malsch, 2006)
- P. schoutedeni (Forel, 1913)
- P. schultzei (Forel, 1910)
- P. schwarzmaieri (Borgmeier, 1939)
- P. sebofila (Longino, 2009)
- P. securigera (Wilson, 2003)
- P. seeldrayersi (Forel, 1910)
- P. selathorax (Zhou, 2001)
- P. seligmanni (Wilson, 2003)
- P. semidea (Fischer, Hita Garcia & Peters, 2012)
- P. semilaevis (Forel, 1901)
- P. senex (Gregg, 1952)
- P. senilis (Santschi, 1929)
- P. sensitiva (Borgmeier, 1959)
- P. sepulchralis (Bingham, 1903)
- P. sericella (Viehmeyer, 1914)
- P. servilia (Wilson, 2003)
- P. setosa (Fischer, Hita Garcia & Peters, 2012)
- P. setsukoae (Wilson, 2003)
- P. severini (Forel, 1904)
- P. sexdentata (Donisthorpe, 1948)
- P. sexspinosa (Mayr, 1870)
- P. sharpi (Forel, 1902)
- P. sicaria (Wilson, 2003)
- P. sigillata (Wilson, 2003)
- P. sikorae (Forel, 1891)
- P. similigena (Wheeler, W.M., 1937)
- P. simoni (Emery, 1893)
- P. simonsi (Wilson, 2003)
- P. simplex (Wheeler, W.M., 1925)
- P. simplispinosa (Sarnat, 2008)
- P. sinaitica (Mayr, 1862)
- P. singaporensis (Özdikmen, 2010)
- P. singularis (Smith, F., 1863)
- P. sinica (Wu & Wang, 1992)
- P. sitiens (Wilson, 2003)
- P. skwarrae (Wheeler, W.M., 1934)
- P. smythiesii (Forel, 1902)
- P. socrates (Forel, 1912)
- P. soesilae (Makhan, 2007)
- P. soritis (Wheeler, W.M., 1908)
- P. sospes (Forel, 1908)
- P. spadonia (Wheeler, W.M., 1915)
- P. sparsisculpta (Longino, 2009)
- P. spathicornis (Wilson, 2003)
- P. spathifera (Forel, 1902)
- P. spathipilosa (Wilson, 2003)
- P. specularis (Wilson, 2003)
- P. speculifera (Emery, 1877)
- P. sperata (Forel, 1915)
- P. sphaerica (Wilson, 2003)
- P. spilota (Wilson, 2003)
- P. spinicornis (Eguchi, 2001)
- P. spininodis (Mayr, 1887)
- P. spinoda (Smith, F., 1858)
- P. spinulosa (Forel, 1910)
- P. squalida (Santschi, 1910)
- P. steinheili (Forel, 1901)
- P. stigma (Wilson, 2003)
- P. stomachosa (Wheeler, W.M., 1917)
- P. strator (Forel, 1910)
- P. striata (Donisthorpe, 1947)
- P. striaticeps (Mayr, 1870)
- P. strigosa (Wilson, 2003)
- P. stulta (Forel, 1886)
- P. styrax (Wilson, 2003)
- P. subaberrans (Kusnezov, 1952)
- P. subarmata (Mayr, 1884)
- P. submonticola (Eguchi, 2001)
- P. subnuda (Wilson, 2003)
- P. subreticulata (Emery, 1894)
- P. subsphaerica (Wilson, 2003)
- P. sulcaticeps (Roger, 1863)
- P. superba (Wilson, 2003)
- P. susannae (Forel, 1886)
- P. susanowo (Onoyama & Terayama, 1999)
- P. sykesii (Forel, 1902)
- P. symbiotica (Wasmann, 1909)
- P. synanthropica (Longino, 2009)
- P. synarmata (Wilson, 2003)
- P. tachigaliae (Wheeler, W.M., 1921)
- P. tachirana (Wilson, 2003)
- P. taipoana (Wheeler, W.M., 1928)
- P. taivanensis (Forel, 1912)
- P. tambopatae (Wilson, 2003)
- P. tandjongensis (Forel, 1913)
- P. tanyscapa (Wilson, 2003)
- P. tarchon (Wilson, 2003)
- P. tarda (Donisthorpe, 1947)
- P. tasmaniensis (Mayr, 1866)
- P. taurus (Emery, 1906)
- P. tawauensis (Eguchi, 2001)
- P. templaria (Forel, 1902)
- P. tenebricosa (Eguchi, 2001)
- P. tenerescens (Wheeler, W.M., 1922)
- P. teneriffana (Forel, 1893)
- P. tennantae (Wilson, 2003)
- P. tenuicephala (Longino, 2009)
- P. tenuiclavata (Donisthorpe, 1943)
- P. tenuinodis (Mayr, 1901)
- P. tenuis (Wilson, 2003)
- P. tepicana (Pergande, 1896)
- P. tepuicola (Wilson, 2003)
- P. termitobia (Forel, 1901)
- P. termitophila (Forel, 1904)
- P. terraceensis (Bharti, 2001)
- P. terresi (Wheeler, W.M. & Mann, 1914)
- P. terribilis (Wilson, 2003)
- P. tetra (Creighton, 1950)
- P. tetracantha (Emery, 1897)
- P. tetrica (Forel, 1913)
- P. tetroides (Wilson, 2003)
- P. texana (Wheeler, W.M., 1903)
- P. texticeps (Wilson, 2003)
- P. thrasys (Wilson, 2003)
- P. tigris (Wilson, 2003)
- P. tijucana (Borgmeier, 1927)
- P. tillandsiarum (Wheeler, W.M., 1934)
- P. tisiphone (Wheeler, W.M., 1911)
- P. titanis (Wheeler, W.M., 1903)
- P. tjibodana (Forel, 1905)
- P. tobini (Wilson, 2003)
- P. tolteca (Forel, 1901)
- P. torosa (Wilson, 2003)
- P. trachyderma (Emery, 1906)
- P. trageri (Wilson, 2003)
- P. tragica (Wheeler, W.M., 1934)
- P. traini (Wilson, 2003)
- P. transfigens (Forel, 1911)
- P. transversostriata (Mayr, 1887)
- P. trapezoidea (Viehmeyer, 1914)
- P. tricarinata (Santschi, 1914)
- P. tricolor (Donisthorpe, 1949)
- P. triconstricta (Forel, 1886)
- P. trinitatis (Wilson, 2003)
- P. triplex (Wilson, 2003)
- P. tristicula (Wilson, 2003)
- P. tristis (Smith, F., 1858)
- P. tristops (Wilson, 2003)
- P. truncula (Wilson, 2003)
- P. tschinkeli (Wilson, 2003)
- P. tumida (Eguchi, 2008)
- P. turneri (Forel, 1902)
- P. tuxtlasana (Wilson, 2003)
- P. tysoni (Forel, 1901)
- P. ulothrix (Wilson, 2003)
- P. umbonata (Mayr, 1870)
- P. umphreyi (Wilson, 2003)
- P. uncagena (Sarnat, 2008)
- P. unicornis (Wilson, 2003)
- P. upeneci (Forel, 1913)
- P. ursus (Mayr, 1870)
- P. vafella (Wheeler, W.M., 1925)
- P. vafra (Santschi, 1923)
- P. valens (Wilson, 2003)
- P. vallicola (Wheeler, W.M., 1915)
- P. vallifica (Forel, 1901)
- P. vanderveldi (Forel, 1913)
- P. variabilis (Mayr, 1876)
- P. variolosa (Emery, 1892)
- P. vatu (Mann, 1921)
- P. veletis (Wilson, 2003)
- P. velox (Emery, 1887)
- P. venatrix (Wilson, 2003)
- P. verricula (Wilson, 2003)
- P. vestita (Wilson, 2003)
- P. veteratrix (Forel, 1891)
- P. victima (Santschi, 1929)
- P. victoris (Forel, 1913)
- P. vieti (Eguchi, 2008)
- P. vigilans (Smith, F., 1858)
- P. violacea (Wilson, 2003)
- P. virago (Wheeler, W.M., 1915)
- P. viriosa (Wilson, 2003)
- P. vistana (Forel, 1914)
- P. voeltzkowii (Forel, 1894)
- P. vomer (Wilson, 2003)
- P. vorax (Fabricius, 1804)
- P. vulgaris (Eguchi, 2006)
- P. walkeri (Mann, 1922)
- P. wallacei (Mann, 1916)
- P. wardi (Wilson, 2003)
- P. watsoni (Forel, 1902)
- P. weiseri (Santschi, 1923)
- P. wheelerorum (Mackay, 1988)
- P. wiesei (Forel, 1910)
- P. wilsoni (Mann, 1921)
- P. williamsi (Wheeler, W.M., 1919)
- P. wolfringi (Forel, 1908)
- P. woodmasoni (Forel, 1885)
- P. wroughtonii (Forel, 1902)
- P. xanthocnemis (Emery, 1914)
- P. xanthogaster (Wilson, 2003)
- P. xerophila (Wheeler, W.M., 1908)
- P. xocensis (Forel, 1913)
- P. xyston (Wilson, 2003)
- P. yaqui (Creighton & Gregg, 1955)
- P. yeensis (Forel, 1902)
- P. yucatana (Wilson, 2003)
- P. zelata (Wilson, 2003)
- P. zeteki (Smith, M.R., 1947)
- P. zhoushanensis (Li & Chen, 1992)
- P. zoceana (Santschi, 1925)
- P. zoster (Wilson, 2003)